# Schützengesellschaft Winterthur

Fahne der Schützengesellschaft Winterthur aus dem 19. Jahrhundert

Die Schützengesellschaft Winterthur war eine Schützengesellschaft aus Winterthur in der Schweiz. Sie wurde gemäss Überlieferungen im Jahr 1370 gegründet und war einer der Vorgängervereine der «Stadtschützen Winterthur», die 2007 aus einer Fusion der Schützengesellschaft mit der Schützensektion des Stadtturnvereins hervorgingen.

## Geschichte
Historisch lässt sich das überlieferte Gründungsdatum der Winterthurer Schützengesellschaft heute nicht mehr belegen, ist aber im Vergleich mit anderen Städten realistisch.
Im ersten erhaltenen Ratsprotokoll der Stadt aus dem Jahr 1405 ist bereits von einem «Schnetzer», einem Armbrustmacher, die Rede, und 1410 und 1424 wurden weitere Leute dieses Berufsstandes unter besonderen Bedingungen in das Bürgerrecht aufgenommen. Ab 1408 lassen sich ausserdem Zeugherren ausmachen, die für die Armbrüste und später auch Feuerwaffen in der Stadt zuständig waren. Erstmals finden sich solche Büchsen 1425 in den Protokollen Winterthurs, als ein Kantengiesser aus Überlingen Büchsen für die Stadt herstellte, die jedoch noch von mangelhafter Qualität waren. 1529 waren dreizehn der neunzig Winterthurer, die sich am Ersten Kappelerkrieg beteiligten, mit einer Büchse dabei. 1439 forderte König Albrecht von der Stadt Schützen im Kampf gegen Böhmen, Polen und Türken an.
Gemäss Alfred Bütikofer galten die Schiessgesellen auch ohne eigentliche Gründung als eigene Gesellschaft innerhalb der Stadt. Greifbar als solche benannt werden sie in der Stadt erstmals 1471, als über den Winterthurer Rat die «Schiessgesellen» von Winterthur für ein Armbrustschiessen nach Pforzheim einluden. 1482 wurde auf Initiative des Kirchherrn Peter Keyser aus den Reihen der Bogenschützen die Sebastiansbruderschaft gegründet, die in der Stadtkirche einen Altar errichtete – die Bruderschaft war jedoch ausdrücklich keine Schützengesellschaft. Als die Armbrüste später mit Stahl bewehrt wurden, nannte sich die Gesellschaft der Bogenschützen auch Schützen vom Stahel. Eigentliche Protokolle der Gesellschaft sind seit 1500 erhalten.
Ein genaues Gründungsdatum ist auch nicht für die Gesellschaft der Büchsen- und Feuerschützen, die wohl gegen Ende des 15. Jahrhunderts entstand, überliefert. 1489 erhielt auf jeden Fall der Meister der Büchsenschützen vom Rat der Stadt eine Ehrengabe für seine Gesellen, und es finden sich Belege für ein Schützenhaus für «gemeine Schützen» in den Akten. 1498 sprach der Rat schon konkret eine Gabe, damit die Gesellschaft an einem Schiessen in Zürich teilnehmen konnte – dieses Jahr wird teilweise auch als Gründungsjahr der Schützengesellschaft herbeigezogen, da dies die erste urkundliche Erwähnung der Feuerschützengesellschaft ist. Ab 1500 lassen sich in den Rechnungen des städtischen Seckelamts neben den Armbrust- und Büchsenschützen neu auch die Jungschützen als eigenständiger Punkt ausmachen. Schützenfeste in Winterthur selbst gab es nicht viele und auch nicht allzu grosse, auch wenn die Winterthurer durchaus an solchen auswärtig teilnehmen. Überliefert sind solche Schützenfeste beispielsweise in den Jahren 1522 mit dem Kirchweihschiessen, als Teilnehmer aus Zürich, Andelfingen, Wiesendangen, Elgg, Illnau und Pfungen teilnahmen, sowie 1539, als immerhin von weither gereiste Teilnehmer aus Luzern, Baden, Schaffhausen, St. Gallen und Konstanz den Weg nach Winterthur fanden. Die Winterthurer Schützen selbst unternahmen im 16. Jahrhundert Fahrten bis nach Rottweil, Colmar, Stuttgart oder Strassburg.

Ernennung des Fähnrichs Johannes Steiner (1640), Handzeichnung

1530 lässt sich der Platz der Armbrustschützen beim Schmidtor-Weiher ausmachen, und 1545 gibt es eine Schützenmauer beim Weiher beim Nägelitor, 1550 wird ebendort auch ein «Schützenhüsli» erwähnt. Von 1543 ist eine Wappenscheibe erhalten, die die Zürcher Schützen sich aus Winterthur erbaten. 1592 liess der Rat den Feuerschützen ein neues Schützenhaus am nördlichen Rand des Grabens erstellen. 1626 erhielten die Bogenschützen ebenfalls ein neues, getäfertes Schützenhaus, an deren Fassade eine Szene aus Wilhelm Tell abgebildet war (heute im Museum Lindengut). Über hundert Jahre später entstand 1739 ein gemeinsamer Neubau für beide Gesellschaften. Dieses Schützenhaus hatte erstmals auch einen repräsentativeren Charakter, sodass sich die Gesellschaften per Rekurs zuhanden der «Justiz- und Polizeiräte» dagegen wehrten, als ihr «Zunfthaus» im Kriegsfall als Lazarett missbraucht wurde. Da die Nähe des Schiessplatzes zur Altstadt nicht unproblematisch war und bereits 1830 die Feuerschützen nach der Klage zweier Frauen für ihre Schiessübungen auf das Brühl verwiesen wurden, wurde bei der Aufschüttung des Grabens 1836/37 der Schiessplatz mit Schützenhaus auf die Schützenwiese verlegt, wobei die Schützengesellschaft dem nur widerwillig zustimmte. Heute erinnert noch das Stadion Schützenwiese mit seinem Namen an den Standort des damaligen Schiessplatzes, wobei das Stadion selbst benachbart zur eigentlichen Schiesswiese lag. Neben dem Bau von Schützenhäusern und sonstigen Zuwendungen übte der Rat auch über eine Rechnungsprüfungskommission, die mit zwei seiner Mitglieder bestückt war, Aufsicht über die beiden Schützengesellschaften aus, und der Stubenknecht des Schützenhauses wurde durch den gesamten Rat gewählt.
Am 7. Oktober 1859 verloren die Armbrustschützen durch einen Brand wertvolle alte Armbrüste, Schützenbecher sowie ihre ältesten Protokolle. Als Winterthur eidgenössischer Kavalleriewaffenplatz wurde, wurde der Schützenplatz gemäss einem Vertrag von 1869 weiter ausgebaut und mit einem 1870 fertiggestellten Büro- und Wirtshaus versehen. Als Gegenleistung für die städtischen Investitionen in den Bau gaben die Schützen auf Vorschlag von Stadtpräsident Johann Jakob Sulzer ihre wertvollsten Kunstgegenstände als Leihgabe ins städtische Museum zur Verwahrung. Gerade einmal ein halbes Jahr nach Fertigstellung des Baus wurde das Schützenhaus zur Beherbergung von internierten Bourbaki-Soldaten gebraucht. Auch wurden nach dem Umbau des Schützenhauses durch die Schützengesellschaft vermehrt Ehr- und Freischiessen sowie Kantonalschützenfeste auf dem Gelände durchgeführt.

Die Schützengesellschaft um 1900

1873 kam es schliesslich zur Vereinigung der Gesellschaften der Armbrust- sowie Büchsenschützen zur Schützengesellschaft Winterthur, in dem sich die Schützen vom Stahel als selbstständige Gesellschaft auflösten und sich der Feuerschützengesellschaft anschlossen. Ab den 1870er-Jahren trat die Schiessgesellschaft auch regelmässiger als Veranstalterin grösserer Frei- und Kantonalschiessen auf, wobei die Austragung solcher Events nach einem hochdefizitären Kantonalschiessen mit einem Verlust von 14'778 Fr. im Jahr 1909 (heute inflationsbereinigt 170'496 Fr.) eingestellt wurde. 1891 wurde das Schützenhaus um einen provisorischen Revolverschiessstand erweitert, der 1891 und 1902 renoviert werden musste. 1895 war die Schützengesellschaft massgeblich an der Organisation des Eidgenössischen Schützenfestes beteiligt, das wegen seiner Grösse auf der Talgutwiese in Mattenbach durchgeführt werden musste. 1902 wurden Zugscheiben eingebaut und 1905 oberhalb des Hessengüetli eine Schutzmauer in Form eines Erdwalls erstellt. In den 1910er- und 1920er-Jahren war Fritz Kuchen als Mitglied des Vereins auch international erfolgreich und nahm 1920 an den Olympischen Spielen in Antwerpen teil. 1956 erfolgte schliesslich der erste Spatenstich für den neuen Schiessstand im Ohrbühl, der denjenigen auf der Schützenwiese ersetzte.
Da die Schützengesellschaft seit Beginn der 1990er-Jahre immer mehr mit Mitgliederschwund zu kämpfen hatte, das Durchschnittsalter immer höher wurde und die Gesellschaft Mühe bekundete, Vorstandsämter zu besetzen, beschloss die Schützengesellschaft an seiner Generalversammlung 2005, dass sich ihr Präsident auf die Suche nach einem Partnerverein machen sollte. Mit der Schützenabteilung des Stadtturnvereins, die auch Zulauf von jungen Schützen hatte, wurde ein passender Partner gefunden, sodass die Fusion zum Nachfolgeverein Stadtschützen Winterthur per Januar 2007 vollzogen wurde.